# Kommunalwahlen in Hessen 2016

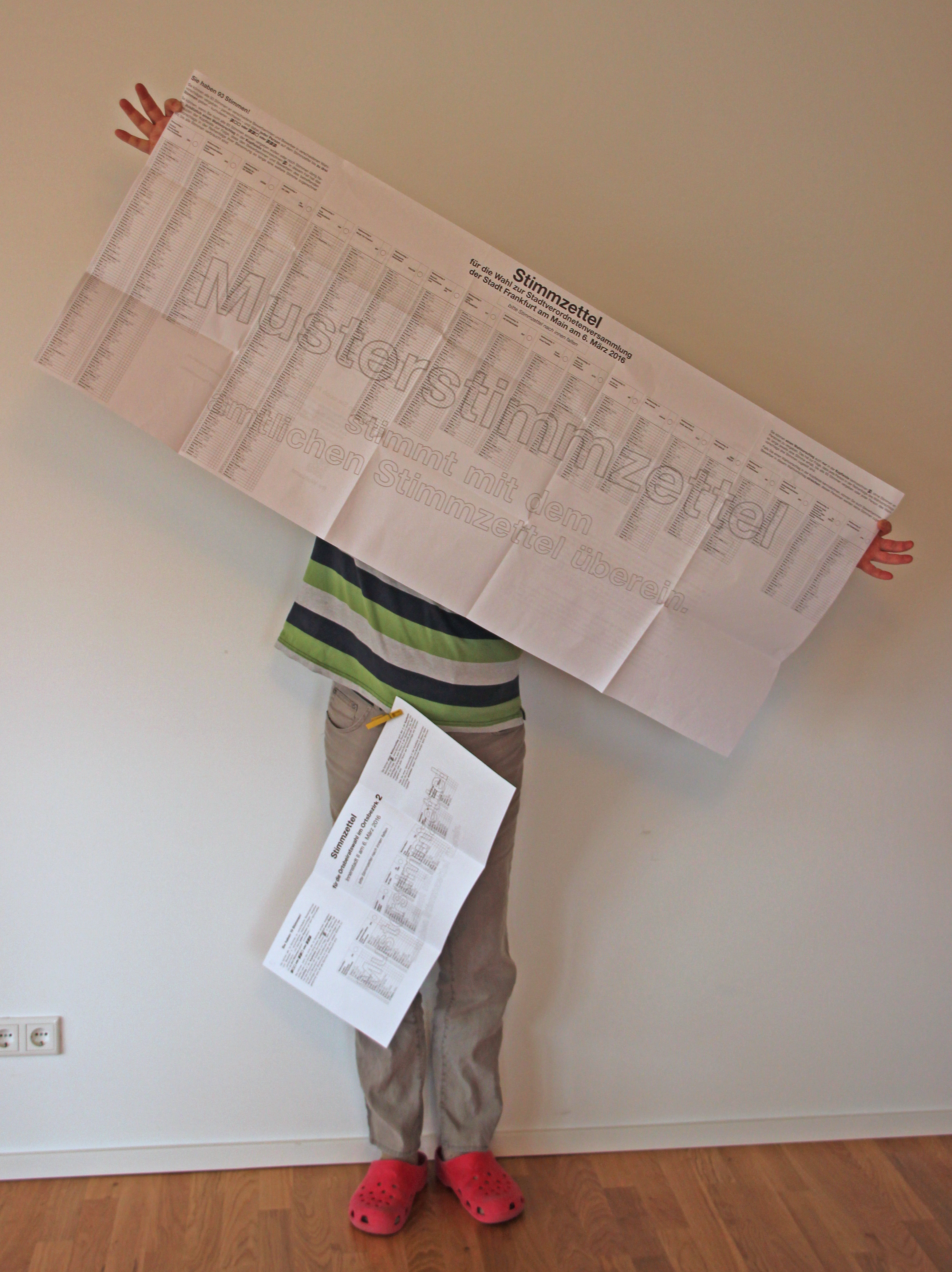
Oben: ein Musterstimmzettel der Stadt Frankfurt am Main mit zahlreichen Listen (Spalten) und deren Kandidaten. Unten: der etwas übersichtlichere Zettel zur Ortsbeiratswahl.

Die Kommunalwahlen in Hessen 2016 fanden am 6. März 2016 statt. Die Hessische Landesregierung hatte durch Verordnung vom 13. Mai 2015 den Wahltermin festgelegt.
Alle fünf Jahre werden in Hessen Kommunalvertretungen gewählt. Dazu gehört die Wahl der Kreistage, Stadtverordnetenversammlungen und Gemeindevertretungen sowie der Ortsbeiräte. Indirekt werden die Mitglieder der Verbandskammer des Planungsverbandes Ballungsraum Frankfurt/Rhein-Main und die Zusammensetzung der Regionalversammlungen der drei hessischen Regierungsbezirke – Darmstadt, Gießen, Kassel – bestimmt.
Zeitgleich mit den Kommunalwahlen fanden Bürgermeisterwahlen statt, beispielsweise in den Städten Hattersheim am Main und Karben und in der Gemeinde Frielendorf.
Die vorherigen Kommunalwahlen hatten am 27. März 2011 stattgefunden.

## Wahlberechtigte
Bei den hessischen Kommunalwahlen 2016 waren alle Bürger der Europäischen Union wahlberechtigt, die am Wahltag ihr 18. Lebensjahr vollendet und seit mindestens drei Monaten in der Gemeinde ihren Wohnsitz hatten. Für die Ortsbeiratswahlen musste ein stimmberechtigter Wähler mindestens drei Monate im Ortsbezirk wohnhaft sein. Zudem durfte der Wähler nicht aufgrund zivil- oder strafrechtlicher Gerichtsentscheidungen vom Wahlrecht ausgeschlossen oder von Amts wegen abgemeldet worden sein.
Wählbar waren alle Wahlberechtigten, die am Wahltag das 18. Lebensjahr vollendet hatten und seit mindestens sechs Monaten in der Gemeinde oder Stadt wohnhaft waren. Ebenso durften sie nicht durch Richterspruch die Wählbarkeit oder die Befähigung zur Bekleidung öffentlicher Ämter verloren haben.

## Wahlablauf
Bei den Kommunalwahlen sind die hessischen Bürger aufgerufen, die Zusammensetzung der kommunalen Gremien neu zu bestimmen. Dazu zählen Kreistage, Stadtverordnetenversammlungen bzw. Gemeindevertretungen und Ortsbeiräte. 
Die Wahlen finden nach den Grundsätzen einer mit einer Personenwahl verbundenen Verhältniswahl statt. Ist nur ein Wahlvorschlag zugelassen, wird nach den Grundsätzen der Mehrheitswahl gewählt. Dies war in Sensbachtal im Odenwaldkreis und in Rasdorf im Landkreis Fulda der Fall.
Bei den Wahlen hat man so viele Stimmen wie das jeweilige Gremium Sitze hat. Die Wähler haben die Möglichkeit, ihre Stimmen zu kumulieren (bis zu drei Stimmen pro Bewerber) und zu panaschieren, das heißt Kandidaten verschiedener Listen ihre Stimme zu geben.
Bei den Bürgermeisterwahlen wird nach den Grundsätzen der Mehrheitswahl gewählt.

## Ergebnisse
Bei den Wahlen ergaben sich Einbußen für die großen Parteien CDU und SPD, die nun fast gleichauf liegen. Große Verluste mussten die Grünen hinnehmen, die den größten Teil ihrer Gewinne von 2011 wieder abgaben. Die AfD kam auf ein zweistelliges Ergebnis, auch die FDP konnte einen Teil ihrer Verluste von 2011 wieder wettmachen. Das bundespolitische Thema Flüchtlingskrise in Deutschland sowie das Abschneiden der AfD beherrschten die überregionale und regionale Nachberichterstattung der hessischen Kommunalwahlen, die mehrheitlich als Protestwahl gedeutet wurden. Medien und Politiker empfanden die Wahlbeteiligung von 48 % als problematisch für die Demokratie. Thorsten Schäfer-Gümbel, Vorsitzender der SPD Hessen, kritisierte in diesem Zusammenhang bereits vor Wahlbeginn den „die Bürger überfordernden“ Wahlmodus.
In den 21 Landkreisen und 5 kreisfreien Städten waren 224 Wahlvorschläge zugelassen und in den 421 kreisangehörigen Gemeinden warben 1804 Wahlvorschläge um Stimmen.
Folgende ausgewählten Gruppierungen haben Mandate erringen können:
| Wahlvorschlag                                     | Zahl der Landkreise | Spitzenergebnisse | Spitzenergebnisse | Zahl der Gemeinden | Spitzenergebnisse  | Spitzenergebnisse |
| Wahlvorschlag                                     | Zahl der Landkreise | Name              | %                 | Zahl der Gemeinden | Name               | %                 |
| ------------------------------------------------- | ------------------- | ----------------- | ----------------- | ------------------ | ------------------ | ----------------- |
| Christlich Demokratische Union Deutschlands (CDU) | 21                  | FD                | 46,5              | 405                | Eppertshausen      | 72,2              |
| Sozialdemokratische Partei Deutschlands (SPD)     | 21                  | KS                | 44,3              | 414                | Söhrewald          | 71,1              |
| Bündnis 90/Die Grünen (Grüne)                     | 21                  | MTK               | 14,2              | 209                | Darmstadt          | 29,7              |
| Die Linke                                         | 21                  | MR                | 6,5               | 49                 | Wetter (Hessen)    | 8,1               |
| Freie Demokratische Partei (FDP)                  | 21                  | HG                | 11,3              | 197                | Steinbach (Taunus) | 39,0              |
| Freie Wähler (namentlich FW, FWG, UWG, ÜWG)       | 20                  | ERB               | 13,7              | 206                | Reinhardshagen     | 64,7              |
| Alternative für Deutschland (AfD)                 | 20                  | HP                | 15,9              | 23                 | Dietzenbach        | 14,7              |
| Piratenpartei Deutschland (Piraten)               | 8                   | GI                | 1,7               | 8                  | Frankenau          | 3,7               |
| Die Republikaner (REP)                            | 3                   | FD                | 1,0               | 5                  | Hanau              | 9,6               |
| Nationaldemokratische Partei Deutschlands (NPD)   | 3                   | FB                | 2,2               | 4                  | Leun               | 11,2              |

Für die Ergebnisse in ausgewählten hessischen Städten siehe:
- Darmstadt
- Frankfurt am Main
- Fulda
- Kassel
- Offenbach am Main
- Wiesbaden

## Zusammensetzung der kommunalen Gremien
Die Größe der kommunalen Gremien ist von den Einwohnerzahlen abhängig, die das Hessische Statistische Landesamt im September 2015 bekanntgegeben hatte. Die jeweilige Zahl der Sitze ist in der Hessischen Landkreisordnung (HKO) und in der Hessischen Gemeindeordnung (HGO) festgelegt.

### Kreistage

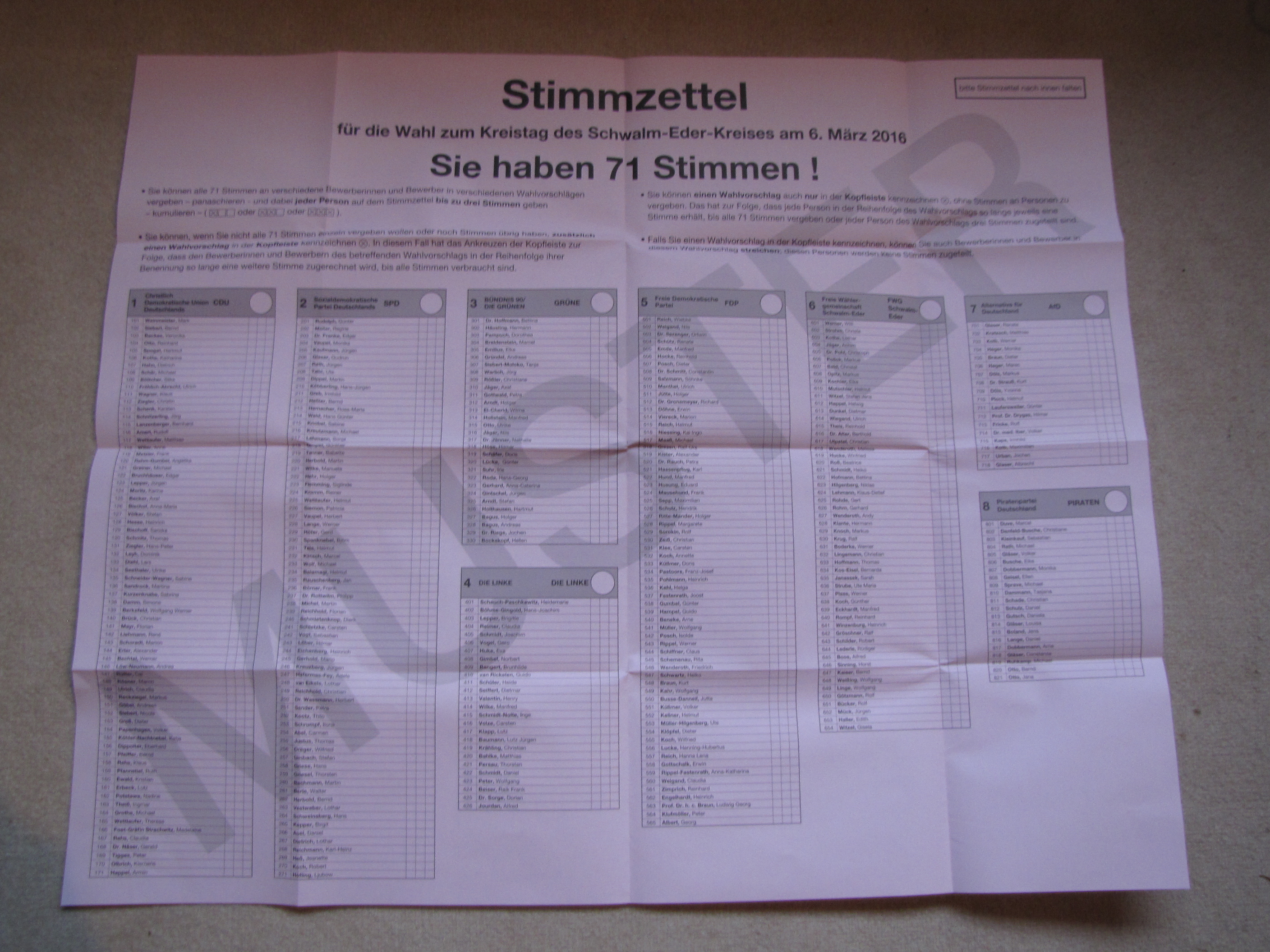
Musterstimmzettel zur Wahl des Kreistages des Schwalm-Eder-Kreises

Bei den Kreistagen sieht die Zusammensetzung wie folgt aus:
| Einwohnerzahl eines Landkreises   | Anzahl Sitze |
| --------------------------------- | ------------ |
| bis zu 100.000 Einwohnern         | 51           |
| von 100.001 bis 150.000 Einwohner | 61           |
| von 150.001 bis 200.000 Einwohner | 71           |
| von 200.001 bis 300.000 Einwohner | 81           |
| von 300.001 bis 400.000 Einwohner | 87           |
| über 400.000 Einwohner            | 93           |

Die Zahl der Kreistagsabgeordneten kann spätestens ein Jahr vor der nächsten Kommunalwahl mit der Zweidrittelmehrheit der Kreistagsabgeordneten auf die nächstniedrigere Zahl geändert werden. Es kann auch eine ungerade Zahl zwischen der bisherigen und der nächstniedrigeren gewählt werden. Es müssen mindestens 41 Kreistagsabgeordnete sein. Die Änderung muss durch die Hauptsatzung erfolgen.
Es gibt derzeit keinen Kreistag, der aus 93 Mitgliedern besteht. Die größten Kreistage gibt es im Landkreis Offenbach und im Main-Kinzig-Kreis mit jeweils 87 Mitgliedern. Normalerweise würde der Kreistag des Main-Kinzig-Kreises aus 93 Mitgliedern bestehen, da der Main-Kinzig-Kreis mehr als 400.000 Einwohner hat. In der Hauptsatzung des Main-Kinzig-Kreises ist die Zahl der Mitglieder des Kreistages allerdings auf 87 festgesetzt.

### Stadtverordnetenversammlungen/Gemeindevertretungen

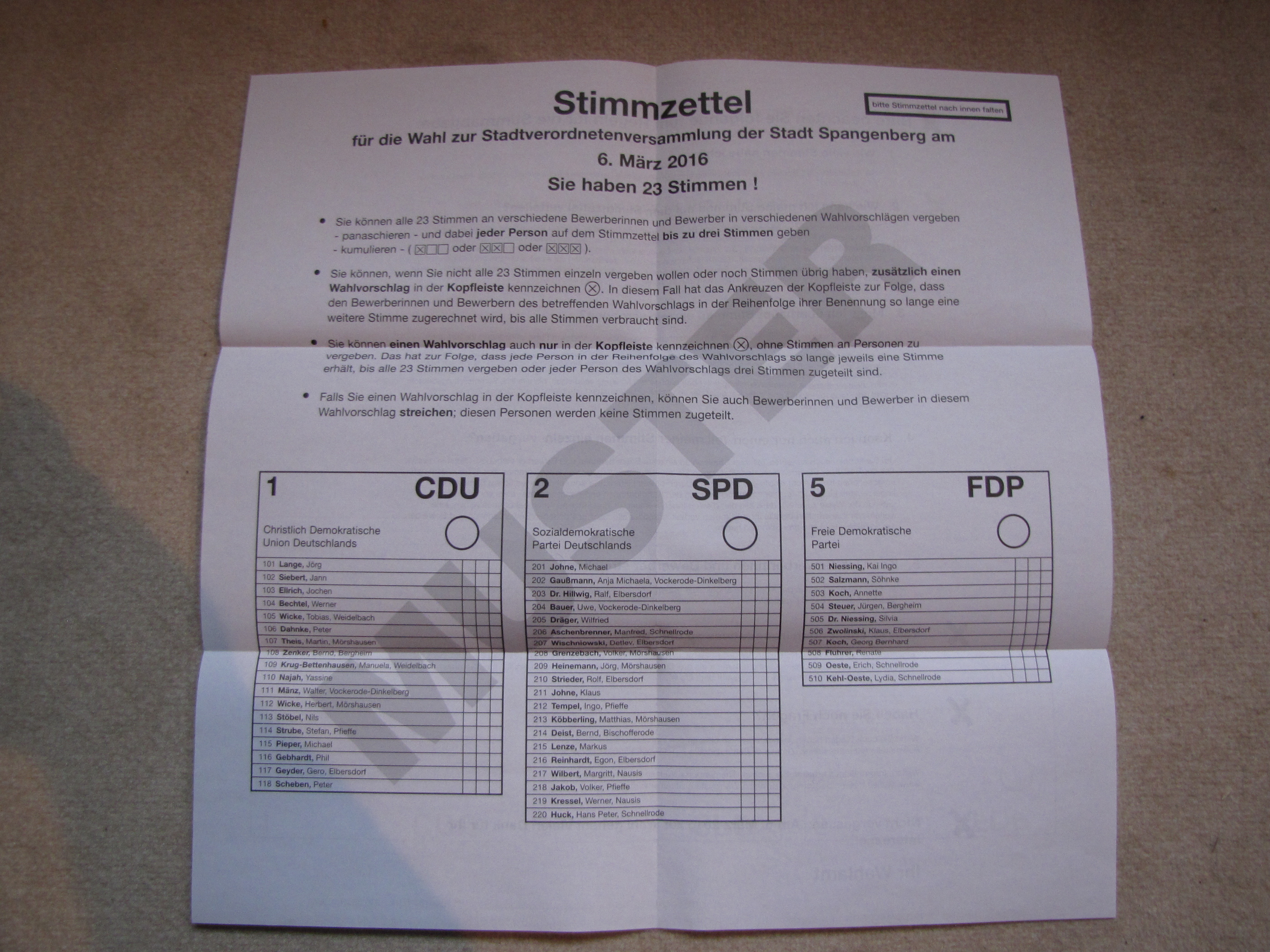
Musterstimmzettel zur Wahl der Stadtverordnetenversammlung der Stadt Spangenberg

Bei den Stadtverordnetenversammlungen bzw. Gemeindevertretungen sieht die Zusammensetzung wie folgt aus:
| Einwohnerzahl                           | Anzahl Sitze |
| --------------------------------------- | ------------ |
| bis zu 3.000 Einwohnern                 | 15           |
| von 3.001 bis zu 5.000 Einwohnern       | 23           |
| von 5.001 bis zu 10.000 Einwohnern      | 31           |
| von 10.001 bis zu 25.000 Einwohnern     | 37           |
| von 25.001 bis zu 50.000 Einwohnern     | 45           |
| von 50.001 bis zu 100.000 Einwohnern    | 59           |
| von 100.001 bis zu 250.000 Einwohnern   | 71           |
| von 250.001 bis zu 500.000 Einwohnern   | 81           |
| von 500.001 bis zu 1.000.000 Einwohnern | 93           |
| über 1.000.000 Einwohner                | 105          |

Die Zahl der Stadtverordneten bzw. Gemeindevertreter kann spätestens ein Jahr vor der nächsten Kommunalwahl mit der Zweidrittelmehrheit der Stadtverordneten bzw. Gemeindevertreter auf die nächstniedrigere Zahl geändert werden. Es kann auch eine ungerade Zahl zwischen der bisherigen und der nächstniedrigeren gewählt werden. Es müssen mindestens elf Stadtverordnete bzw. Gemeindevertreter sein. Die Änderung muss durch die Hauptsatzung erfolgen.
Die kleinsten Gemeindevertretungen sind die in Hesseneck, Sensbachtal und Cornberg mit je 11 Sitzen sowie die in Breitenbach am Herzberg mit 13 Sitzen. 15 Sitze gibt es in weiteren 45 Kommunen. darunter in den sechs Städtchen Rosenthal, Grebenau, Frankenau, Romrod, Ulrichstein und Schwarzenborn. In fünf Kommunen hat das Gremium 17 Sitze: in den Gemeinden Gorxheimertal, Ronneburg und Schrecksbach sowie in den kleinen Städten Bad Karlshafen und Hirschhorn (Neckar). 12 Kommunen haben je 19 Sitze zu vergeben. Es handelt sich um neun Gemeinden und die drei Kleinstädte Lorch, Neckarsteinach und Wanfried. Die nächstgrößere Kategorie sind 23 Sitze, die in 75 Kommunen zu besetzen sind, darunter 17 Stadtverordnetenversammlungen. 25 Sitze umfassen die Bürgervertretungen in 19 Kommunen, darunter die Kleinstädte Neustadt (Hessen), Diemelstadt, Beerfelden und Leun. 18 Gemeindeparlamente in Hessen haben 27 Sitze zu vergeben, darunter die Städte Reichelsheim (Wetterau), Staufenberg, Bad König, Homberg (Ohm) und Bad Sooden-Allendorf. Die Stadtverordnetenversammlung in Gedern umfasst 29 Sitze. Eine große Gruppe sind schließlich die Volksvertretungen mit 31 Sitzen, die in Hessen 114 Mal anzutreffen sind, darunter in 43 Städten. In vier Stadtverordnetenversammlungen gibt es 33 Sitze. Und 37 Sitze sind 93-mal anzutreffen, wobei es sich 72-mal um Städte handelt. Die Städte Rödermark und Bad Hersfeld haben die Zahl auf 39 festgelegt. In 20 Städten gibt es je 45 Stadtverordnete. In Bad Homburg vor der Höhe sind 49 Plätze zu besetzen. In Hanau sind es 53, während in Fulda, Gießen, Marburg und Wetzlar 59 Stadtverordnete zu wählen sind. In Darmstadt, Kassel und Offenbach umfasst die Stadtverordnetenversammlung je 71 Sitze, in Wiesbaden sind es 81 und in Frankfurt 93. Damit hat diese Stadt das größte Kommunalparlament in Hessen.

### Ortsbeiräte

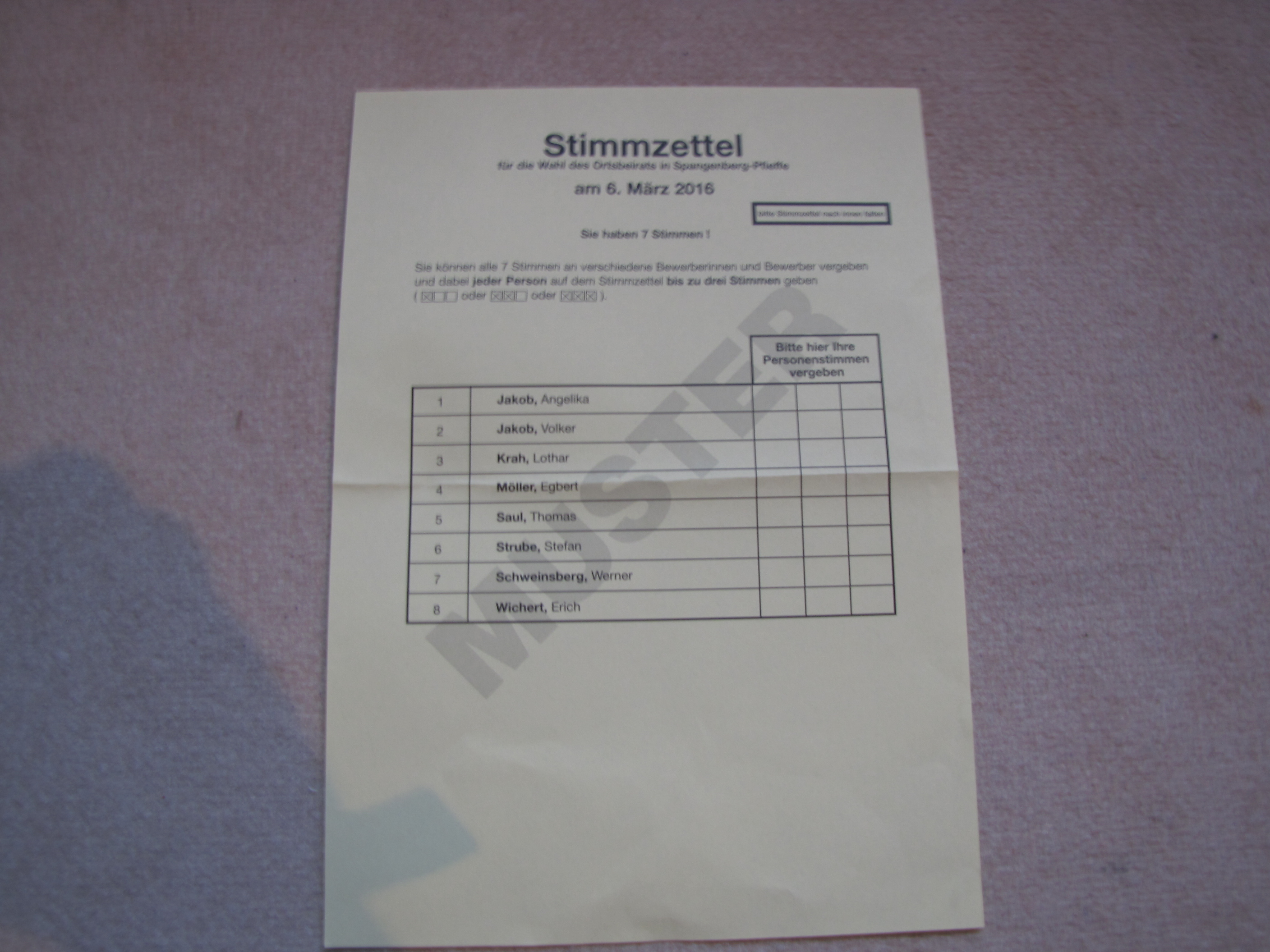
Musterstimmzettel zur Wahl des Ortsbeirates in Pfieffe (Stadt Spangenberg)

Die Zahl der Mitglieder eines Ortsbeirates bestimmen die jeweiligen Städte oder Gemeinden in ihren Hauptsatzungen. Sie muss zwischen drei und neun liegen. Bei mehr als 8000 Einwohnern im Ortsbezirk dürfen es bis zu 19 Mitglieder sein.

## Nachwahl in der neugegründeten Stadt Oberzent am 28. April 2018
Die Stadt Beerfelden sowie die Gemeinden Sensbachtal, Rothenberg und Hesseneck im Odenwaldkreis stimmten am Tag der Wahl gleichzeitig über einen Zusammenschluss ab. Die Stadt Oberzent wurde zum 1. Januar 2018 gegründet, daraufhin fand am 28. April 2018 eine Nachwahl der Stadtverordnetenversammlung und der Ortsbeiräte statt. Gleichzeitig wurde auch der Bürgermeister in einer Direktwahl bestimmt.